# Jon Bautista Orgilles
Jon Bautista Orgilles (nascut el 3 de juliol de 1995) és un futbolista professional basc que juga com a davanter a la SD Eibar.

## Carrera de club
Bautista va néixer a Maó, Menorca, Illes Balears, però es va traslladar a Errenteria, Guipúscoa, País Basc de ben jove. Es va graduar juvenil de la Reial Societat després de començar al Touring KE, i va ascendir a l'equip filial del primer a Segona Divisió B el 23 de juny de 2014 després d'haver fet diverses aparicions a la Lliga Juvenil de la UEFA d'aquella temporada.
Bautista va debutar com a sènior el 23 d'agost de 2014, entrant com a substitut tardà d'Eneko Capilla en un empat 3-3 a casa contra l'UB Conquense a Segona Divisió B. Va marcar el seu primer gol de sènior el 27 de setembre, marcant el primer en una derrota a casa per 4-0 del CD Guadalajara.
El 25 de febrer de 2016, Bautista va renovar el seu contracte fins al 2020. Va aparèixer en el seu primer partit competitiu, i a la primera divisió, el 24 d'abril, en substitució del també graduat juvenil Mikel Oyarzabal en els últims minuts de l'empat 0-0 fora de casa contra el Vila-real CF.
Bautista va marcar el seu primer gol com a professional el 8 de maig de 2016, el guanyador de la victòria a casa per 2-1 contra el Rayo Vallecano. Abans de la temporada 2017-18, va ascendir definitivament a la plantilla del primer equip.
L'11 de juliol de 2019, després de ser utilitzat principalment com a substitut de Willian José, Bautista va ser cedit al club belga KAS Eupen durant un any. El 3 d'abril de 2021, no va deixar la banqueta de la Reial a la final de Copa del Rei 2020 endarrerida per la Covid 19 contra l'Athletic Club, que va acabar amb una victòria per 1-0.
El 26 d'agost de 2021, Bautista es va traslladar al CD Leganés de Segona Divisió amb un contracte de cessió d'un any.

### Eibar
El 22 de juliol de 2022, Bautista va signar contracte per tres anys amb la SD Eibar. Va marcar sis gols en 40 aparicions a la seva temporada de debut, play-offs inclosos.

## Vida personal
L'oncle de Bautista, José María Bautista, també era futbolista. lateral esquerre, també format a la Reial Societat.

## Palmarès
Reial Societat
- Copa del Rei: 2019–20[12][13]